# Kormoran krasnolicy
Kormoran krasnolicy (Urile pelagicus) – gatunek dużego ptaka z rodziny kormoranów (Phalacrocoracidae). Zamieszkuje wybrzeża Pacyfiku od Alaski po Zatokę Kalifornijską oraz od północno-wschodniej Syberii i Kuryli po północną Japonię i północno-wschodnie Chiny. Zachodnia populacja zimuje na południe od zasięgu letniego, osiągając wschodnie Chiny i Japonię. Nie jest zagrożony.

## Morfologia
Długość ciała od 63 do 76 cm, rozpiętość skrzydeł 91–102 cm; masa ciała: samce 1814–2440 g, samice 1214–2041 g. Szyja zielonkawa, pierzasty czub z przodu i z tyłu głowy.

## Podgatunki
Wyróżnia się dwa podgatunki Urile pelagicus:
- U. p. pelagicus (Pallas, 1811) – wyspy i wybrzeża północnego Pacyfiku; zimą zachodnia populacja osiąga na południu wschodnie Chiny i Japonię
- U. p. resplendens (Audubon, 1838) – amerykańskie wybrzeża Pacyfiku od południowo-zachodniej Kanady (Kolumbia Brytyjska) do północno-zachodniego Meksyku (Kalifornia Dolna)

## Ekologia
Kormoran krasnolicy występuje na wybrzeżach i w zatokach, gdzie żeruje. Na morzu zwykle trzyma się blisko brzegu, ale czasami zapuszcza się na otwarte morze. Gniazduje zarówno na wyspach, jak i wybrzeżach kontynentalnych, często w niedostępnych miejscach – na wąskich półkach na klifach lub stromych zboczach.
Sezon lęgowy trwa od maja do lipca. Ptak ten gniazduje w małych koloniach, ale i w samotnych parach. Gniazdo budują oboje rodzice; składa się ono z patyków, alg, traw, mchu i różnych odpadków, spojonych guanem. Gniazdo jest ponownie wykorzystywane przez kilka lat z rzędu, ptaki co roku dodają nowy materiał. W zniesieniu zwykle 3–5 jaj. Wysiadywaniem zajmują się oboje rodzice przez około miesiąc. Pisklęta rodzą się nagie, ale wkrótce pokrywają się puchem w kolorze sadzy. Karmią je oboje rodzice. Młode opuszczają gniazdo po 45–55 dniach od wyklucia, ale jeszcze przez kilka tygodni są dokarmiane przez rodziców.
Żywi się głównie rybami, zjada także skorupiaki i inne bezkręgowce wodne (np. robaki morskie), niekiedy także glony.

## Status
IUCN uznaje kormorana krasnolicego za gatunek najmniejszej troski (LC, Least Concern) nieprzerwanie od 1988 roku. W 2017 roku organizacja Partners in Flight szacowała liczebność światowej populacji na około 400 tysięcy osobników. BirdLife International uznaje globalny trend liczebności populacji za spadkowy, choć niektóre populacje mogą być stabilne, a trendy liczebności niektórych populacji nie są znane.